# Аралия колючая
Аралия колючая (лат. Arália spinosa) —  листопадные деревья, вид рода Аралия (Aralia) семейства Аралиевые (Araliaceae).

## Распространение и экология
В природе ареал вида охватывает центральные и восточные штаты США.
Произрастает на глубоких, влажных почвах в низинах и долинах рек.

## Ботаническое описание
Дерево высотой до 15 м, со стволом, изредка достигающим диаметра 30 см, но обычно значительно более тонким, в культуре часто растущее кустообразно. Кора ствола тёмно-коричневая, трещиноватая. Ствол, особенно в молодости, и ветви усажены многочисленными крепкими шипами; побеги зеленоватые, сильно колючие, с толстой белой сердцевиной.
Листья длиной 40—80 (до 120) см, шириной у основания до 70 см, на черешках длиной до 25 см. изредка до 50 см. Нижние листья триждыперистые, средние — дваждыперистые, верхушечные — просто перистые, с конечным цельным листочком. Листочки на черешочках длиной до 2,5 см, довольно плотные, яйцевидные, длиной 5—8 (до 10) см, заострённые или острые, с округлым или клиновидным основанием, мелко и прижато пильчатые, сверху зелёные, обычно шиповатые, снизу сизоватые, почти голые.
Соцветия — крупные, опушённые, метёлки длиной 20—35 (до 50) см, с вытянутой центральной осью, одиночные или, чаще, по два—три на вершине ствола или ветвей. Цветки белые, диаметром около 5 мм.
Плоды чёрные, диаметром до 6—7 мм.
Цветёт в июле — августе. Плодоносит в сентябре — октябре.

## Таксономия
Вид Аралия колючая входит в род Аралия (Aralia) подсемейства Aralioideae семейства Аралиевые (Araliaceae) порядка Зонтикоцветные (Apiales).
|  |                                      |  |                                                             |                                                             |                     |  | ещё 8 семейств (согласно Системе APG II) | ещё 8 семейств (согласно Системе APG II) |                               |  |  |  | еще около 50 родов | еще около 50 родов |  |  |
|  |                                      |  |                                                             |                                                             |                     |  | ещё 8 семейств (согласно Системе APG II) | ещё 8 семейств (согласно Системе APG II) |                               |  |  |  | еще около 50 родов | еще около 50 родов |  |  |
|  |                                      |  |                                                             | порядок Зонтикоцветные                                      |                     |  |                                          |                                          | подсемейство Aralioideae      |  |  |  |                    | вид Аралия колючая |  |  |
|  |                                      |  |                                                             | порядок Зонтикоцветные                                      |                     |  |                                          |                                          | подсемейство Aralioideae      |  |  |  |                    | вид Аралия колючая |  |  |
|  | отдел Цветковые, или Покрытосеменные |  |                                                             |                                                             | семейство Аралиевые |  |                                          |                                          | род Аралия                    |  |  |  |                    |                    |  |  |
|  | отдел Цветковые, или Покрытосеменные |  |                                                             |                                                             |                     |  |                                          |                                          |                               |  |  |  |                    |                    |  |  |
|  |                                      |  | ещё 44 порядка цветковых растений (согласно Системе APG II) | ещё 44 порядка цветковых растений (согласно Системе APG II) |                     |  |                                          | подсемейство Hydrocotyloideae            | подсемейство Hydrocotyloideae |  |  |  | ещё около 70 видов |                    |  |  |
|  |                                      |  |                                                             | ещё 44 порядка цветковых растений (согласно Системе APG II) |                     |  |                                          |                                          | подсемейство Hydrocotyloideae |  |  |  |                    |                    |  |  |